# Дмитренко Володимир Вікторович

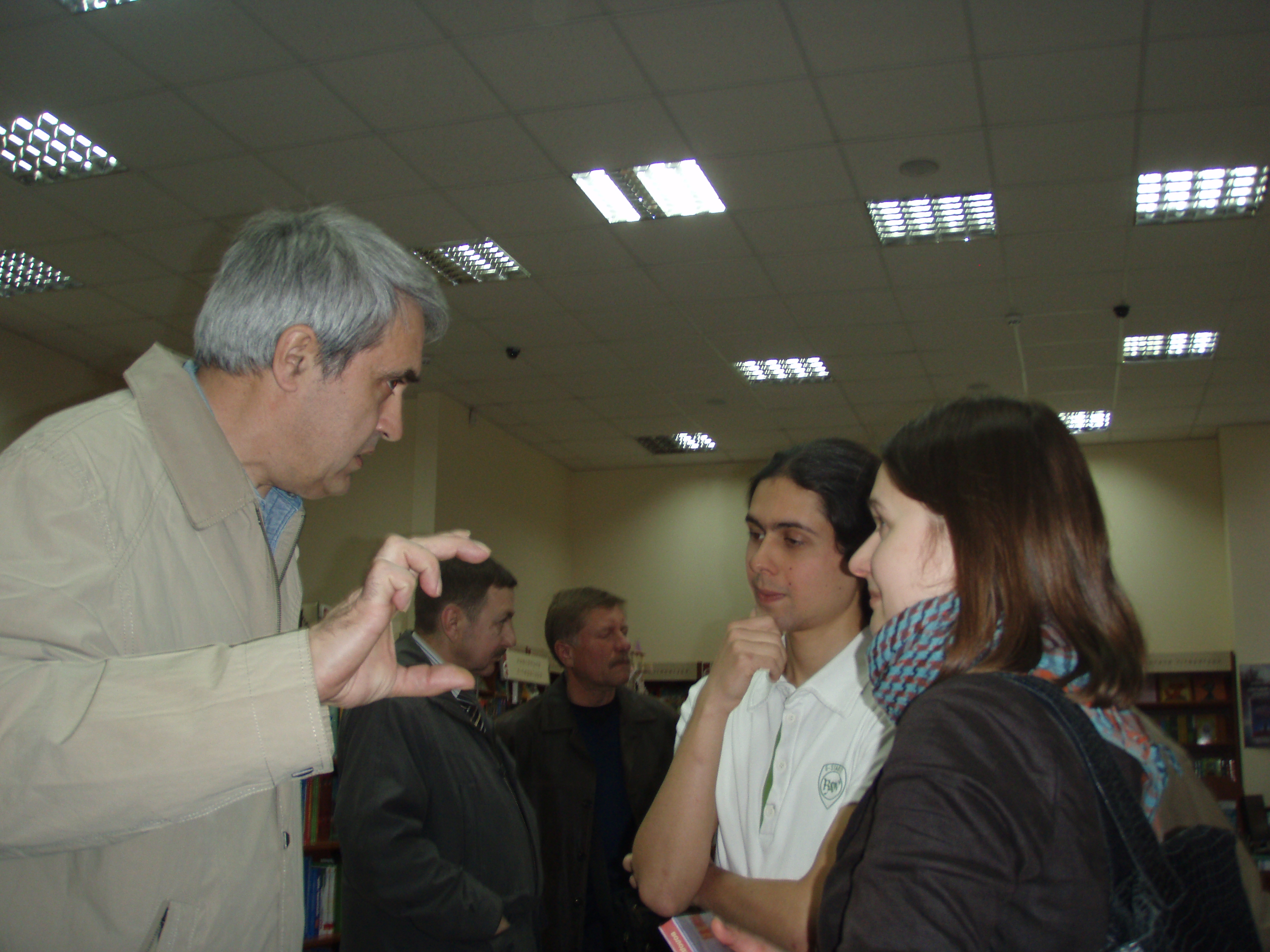
Володимир Дмитренко спілкується з читачами

Володимир Вікторович Дмитренко (* 31 липня 1953, Харків) — експерт з питань аналізу політичної та економічної інформації, автор наукових розвідок, досліджень та популярних книжок з історії Стародавнього Риму, Афганістану, Монголії та аналітичних статей щодо сучасної політичної світової інфраструктури. У минулому — аналітик військової розвідки.

## Біографічні відомості
Народився в Харкові. Випускник суворовського училища та розвідфакультету загальновійськового училища. Служив у Афганістані, Монголії та ін. Під час роботи у військовій розвідці займався розробкою математичних методів прогнозування подій у сучасному світі. Для апробації своїх методів прогностики упродовж 30 років збирав і перевіряв матеріал про державний устрій, спецслужби, політичних діячів, вірування та звичаї Стародавнього Риму, який проіснував як держава понад тисячу років, і дає прекрасну можливість вивчити і ті процеси, які ведуть будь-яку, навіть маленьку державу, якою був спочатку Рим, до розквіту, перетворюючи її у світову наддержаву, і ті процеси, що позбавляють державу сили і приводять з часом до її зникнення.

## Творчість
Автор досліджень «Розвідка та інші таємні служби Стародавнього Риму і його супротивників» (книжкове видання українською мовою — Львів: Кальварія, 2008, книжкове видання російською мовою — Мінськ: Адукацыя и выхаванне, 2011), «Властители Рима» (Москва: Аст-Фолио, 2004), «Боги и верования Древнего Рима» (Мінськ: Адукацыя и выхаванне, 2013), детальних біографій всіх римських імператорів, їхніх офіційних спадкоємців, а також — найбільш відомих узурпаторів, які складають серію «Володарі Риму», у якій вже вийшли книги: «Октавіан Август. Народження Римської імперії» (Львів: Кальварія, 2011), «Імператори Тіберій, Калігула, Клавдій. Римська імперія після Октавіана Августа» (Львів: Кальварія, 2011), «Імператор Нерон. У вирі інтриг» (Львів: Кальварія, 2010, 2011), «Династія Северів та епоха солдатських імператорів» та інших. Його книжка «Розвідка та інші таємні служби Стародавнього Риму і його супротивників» прийнята до бібліотечного фонду найавторитетнішого наукового товариства з історії стародавнього Риму в Лондоні. Роман «Сонечко» (Київ : «Мистецтво», 2022) про радянське вторгнення в Афганістан 1979 року та про війну в Афганістані (1979-1989 рр.). 
Особливістю робіт Володимира Дмитренка є те, що в них використовуються лише ті факти, які підтверджені з трьох незалежних джерел. При цьому книжки написані в науково-популярному стилі, тобто їх можуть читати не лише професіонали, але й будь-яка зацікавлена темою особа.
Володимир Дмитренко також є автором багатьох статей з проблем сучасної геополітики, опублікованих в Україні, Росії та Чехії, постійний автор часопису «Личности», автор досліджень з історії Афганістану та Монголії.

### Книги

Книжки Володимира Дмитренка

- Властители Рима. Время правления Октавиана Августа и династии Юлиев-Клавдиев (Москва: Аст, Харьков-Фолио, 2004)
- Розвідка та інші таємні служби Стародавнього Риму і його супротивників (Львів: Кальварія, 2008)
- Імператор Нерон. У вирі інтриг (Львів: Кальварія, 2010, 2011)
- Разведка и другие тайные службы Древнего Рима и его противников (Мінськ: Адукацыя и выхаванне, 2011)
- Разведка и другие тайные службы Древнего Рима и его противников (Минск : Адукацыя и выхаванне, 2018)
- Октавіан Август. Народження Римської імперії (Львів: Кальварія, 2011)
- Імператори Тіберій, Калігула, Клавдій. Римська імперія після Октавіана Августа (Львів: Кальварія, 2011)
- Боги и верования Древнего Рима (Мінськ: Адукацыя и выхаванне, 2013)
- Історія грошей (Харків: Фоліо, 2019)
- Розвідка та інші таємні служби Стародавнього Риму і його супротивників (Львів: Кальварія, 2020)
- Сонечко (Київ: Мистецтво, 2022)